# División de Honor Femenina de hockey hierba 2019-20
La División de Honor Femenina de hockey hierba 2019-20 es la temporada 2019-20 de la máxima categoría española de hockey hierba. La disputan diez equipos que se enfrentan todos contra todos en formato de liga.

## Equipos
| Equipo                        | Localidad                  | Estadio                         |
| ----------------------------- | -------------------------- | ------------------------------- |
| Atlètic Terrassa Hockey Club  | Tarrasa                    | Estadio de Hockey Josep Marquès |
| Club Deportiu Terrassa        | Tarrasa                    | Les Pedritxes                   |
| Sardinero Hockey Club         | Santander                  |                                 |
| Club de Campo Villa de Madrid | Madrid                     | Club de Campo                   |
| Club Egara                    | Tarrasa                    | Pla de Bon Aire                 |
| Júnior Fútbol Club            | San Cugat del Vallés       | Sant Cugat                      |
| Real Club de Polo             | Barcelona                  | Eduardo Dualde                  |
| Real Sociedad Hockey Femenino | San Sebastián              | Campo de Hockey Bera Bera       |
| SPV Complutense               | San Sebastián de los Reyes |                                 |
| Unión Deportiva Taburiente    | Las Palmas de Gran Canaria | Ciudad Deportiva Siete Palmas   |

## Clasificación
|                                                                  | Equipo                        | J  | G  | E | P  | GF | GC | DG  | Puntos |
| ---------------------------------------------------------------- | ----------------------------- | -- | -- | - | -- | -- | -- | --- | ------ |
| 1º                                                               | Club de Campo Villa de Madrid | 12 | 11 | 1 | 0  | 55 | 11 | 44  | 34     |
| 2º                                                               | SPV Complutense               | 12 | 9  | 1 | 2  | 37 | 16 | 21  | 28     |
| 3º                                                               | Real Club de Polo             | 13 | 9  | 1 | 3  | 27 | 18 | 9   | 28     |
| 4º                                                               | Júnior Fútbol Club            | 13 | 7  | 4 | 2  | 27 | 14 | 13  | 25     |
| 5º                                                               | Club Deportiu Terrassa        | 13 | 5  | 3 | 5  | 20 | 24 | -4  | 18     |
| 6º                                                               | Club Egara                    | 13 | 4  | 5 | 4  | 21 | 18 | 3   | 17     |
| 7º                                                               | Unión Deportiva Taburiente    | 13 | 3  | 3 | 7  | 18 | 31 | -13 | 12     |
| 8º                                                               | Atlètic Terrassa Hockey Club  | 13 | 2  | 2 | 9  | 12 | 38 | -26 | 8      |
| 9º                                                               | Sardinero Hockey Club         | 13 | 1  | 2 | 10 | 14 | 40 | -26 | 5      |
| 10º                                                              | REAL SOCIEDAD S.S.            | 13 | 1  | 2 | 10 | 16 | 37 | -21 | 5      |
| Fuente: Federación Española de Hockey (actualización automática) |                               |    |    |   |    |    |    |     |        |